# Park Tower
Park Tower je 11. nejvyšší mrakodrap v Chicagu. Nachází na 800 North Michigan Avenue. Byl navržen architektonickou firmou Lucien Lagrange Architects. Má výšku 257 m a celkově má 70 pater, ale pouze 67 z nich je využíváno. Stavba se skládá z 3152 prefabrikovaných betonových dílců. Vzhledem k větrům vanoucích od Michiganského jezera jsou severní a jižní stěny silnější. Je to jedna z nejvyšších budov světa, která nemá ocelový skelet. Výstavba začala v roce 1998 a skončila v roce 2000. Je to první americká budova, do které byl už při výstavbě zabudován systém AMD, tedy 400 tunový tlumič vibrací způsobených větrem. Budovu obsluhuje 11 výtahů a celková podlahová plocha je 78 688 m2. Nachází se zde převážně byty, ale najdeme tu i hotel a ve spodních patrech i maloobchodní prostory.